# Chibly Langlois
Chibly Langlois (La Vallée, 29 november 1958) is een Haïtiaans geestelijke en een kardinaal van de Rooms-Katholieke Kerk.
Langlois werd op 22 september 1991 priester gewijd. Op 8 april 2004 werd hij benoemd tot bisschop van Fort-Liberté; zijn bisschopswijding vond plaats op 6 juni 2004. Op 15 augustus 2011 volgde zijn benoeming tot bisschop van Les Cayes.
Langlois werd tijdens het consistorie van 22 februari 2014 kardinaal gecreëerd.  Hij kreeg de rang van kardinaal-priester. Zijn titelkerk werd de San Giacomo in Augusta; het was de eerste keer dat deze kerk als titelkerk werd aangemerkt.